# ГЕС Stung Tatay
ГЕС Stung Tatay — гідроелектростанція на південному заході Камбоджі. Використовує ресурс зі сточища річки Stung Tatay (Preat), яка дренує південний схил гір Krâvanh (Кардамонові гори) та впадає до Сіамської затоки за три десятки кілометрів від кордону з Таїландом.
У межах проекту звели дві кам'яно-накидні греблі із бетонним облицюванням. Одна висотою 110 метрів перекрила саму Stung Tatay, а друга висотою 77 метрів — її ліву притоку Stung Kep, котра має устя за 1,4 км від греблі. Забезпечений цими спорудами підпір дозволив створити єдине водосховище з площею поверхні 16 км2 та об'ємом 439 млн м3 (корисний об'єм 322 млн м3). Зі сховища через лівобережний масив прокладено дериваційний тунель довжиною 11 км з діаметром 8 метрів, котрий подає ресурс до розміщеного на березі Stung Tatay наземного машинного залу.
Основне обладнання станції становлять три турбіни типу Френсіс потужністю по 82 МВт, які при напорі у 188 метрів забезпечують виробництво 857 млн кВт-год електроенергії на рік.
Видача продукції відбувається ЛЕП, розрахованій на роботу під напругою 230.
Проект у 2010—2014 роках реалізувала китайська компанія China National Heavy Machinery Corporation.